# 普罗克特陨击坑
普罗克特陨击坑（Proctor）是坐落于火星挪亚区的一座撞击坑，其中心坐标位于南纬48度、西经330.5度处，直径168.2公里。该特征取名自英国天文学家理查德·安东尼·普罗克托(1837年-1888年），1973年被国际天文联合会行星系统命名工作组批准接受。

## 沙丘场
该陨坑中分布有一片35x65公里大小的黑色沙丘区，它是在水手9号图像中发现的首批火星沙丘区域之一。高分辨率成像科学设备正在监测这一沙丘，以确定其随时间所发生的变化。

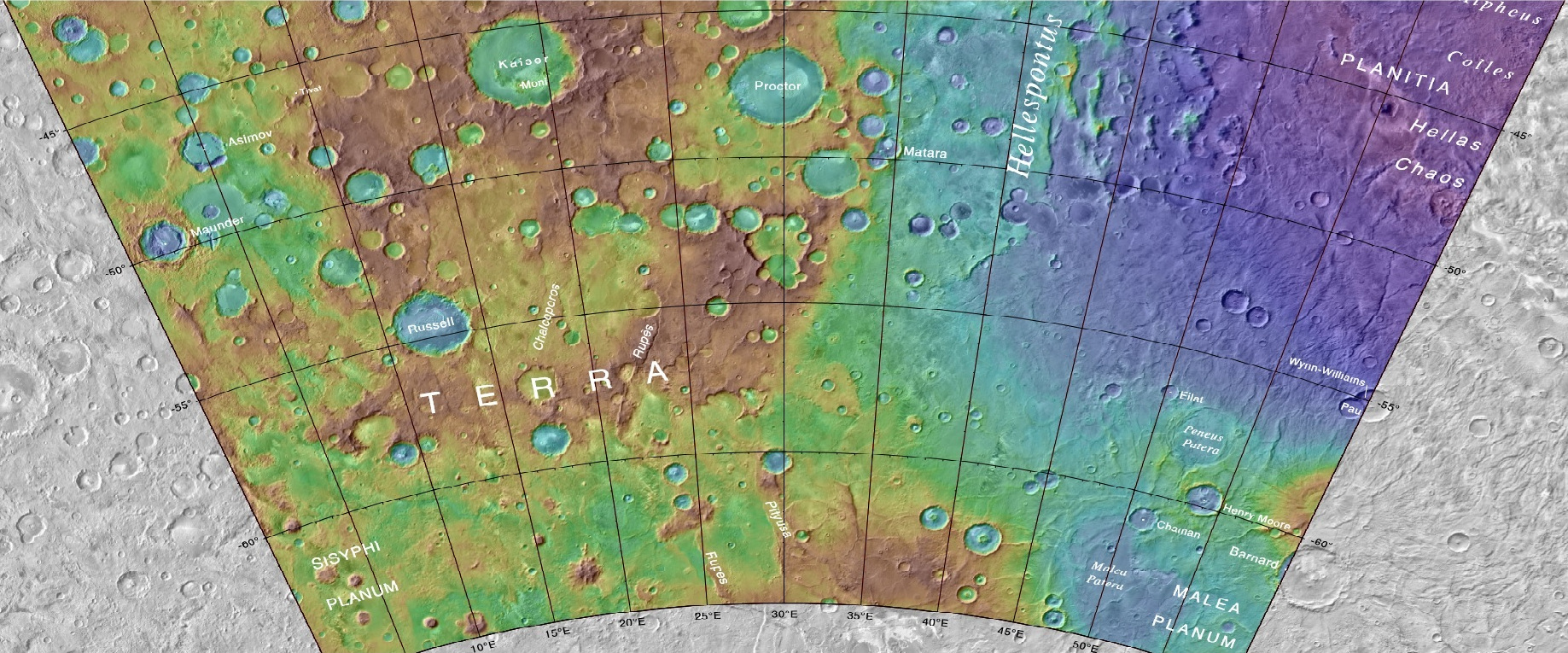
显示了普罗克托陨击坑和附近其他陨坑位置的地形图。
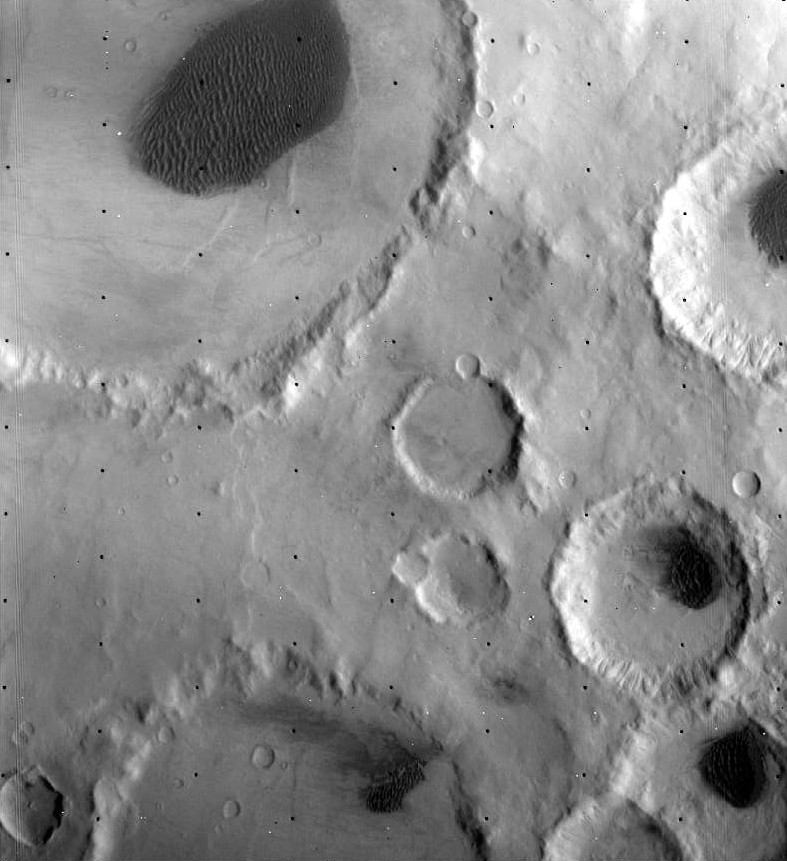
另一幅海盗号拍摄的普罗克托坑内沙丘和周边陨石坑丘照片。
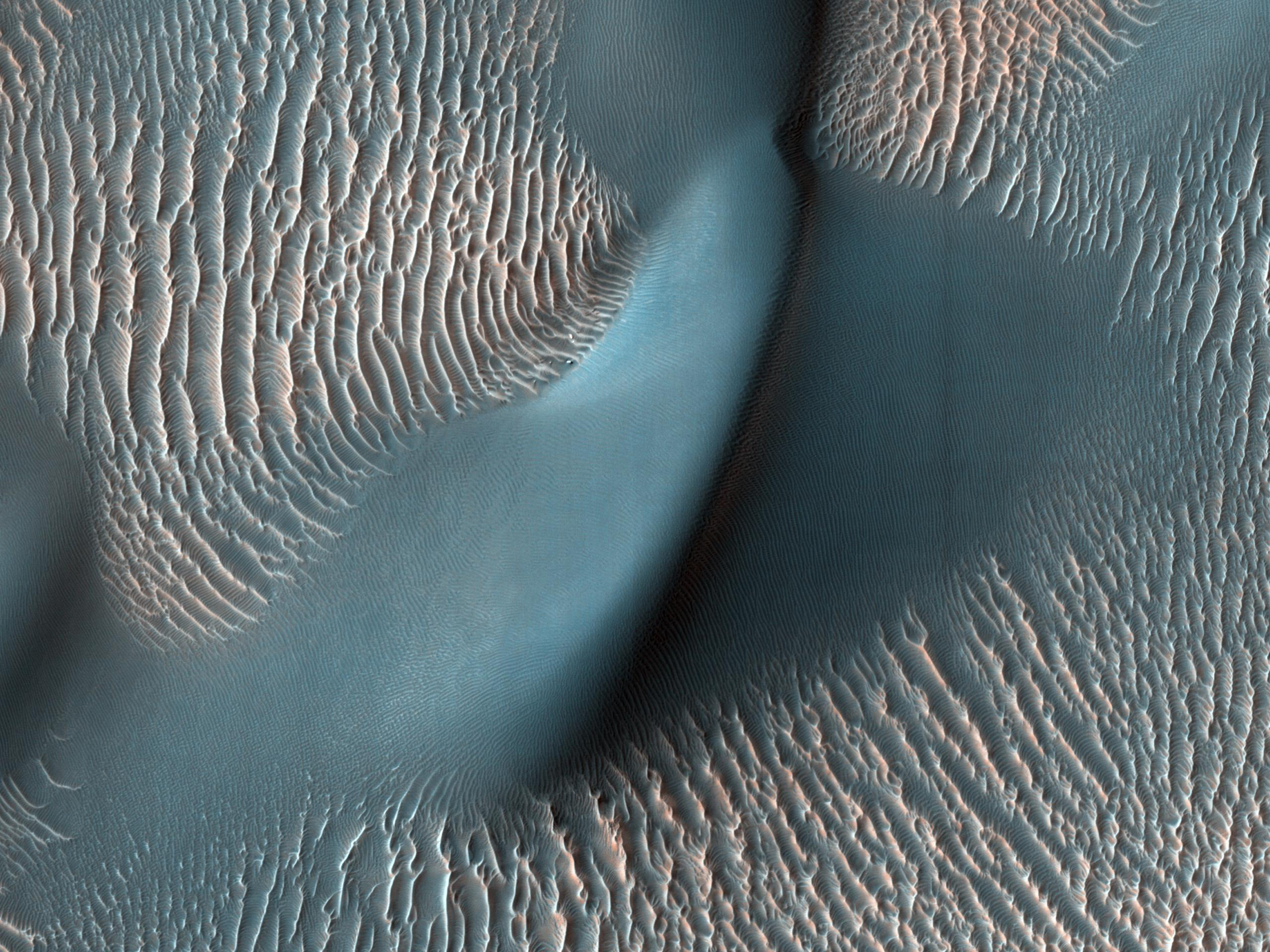
高分辨率成像科学设备显示的横向风成脊，周围是大片的沙丘。
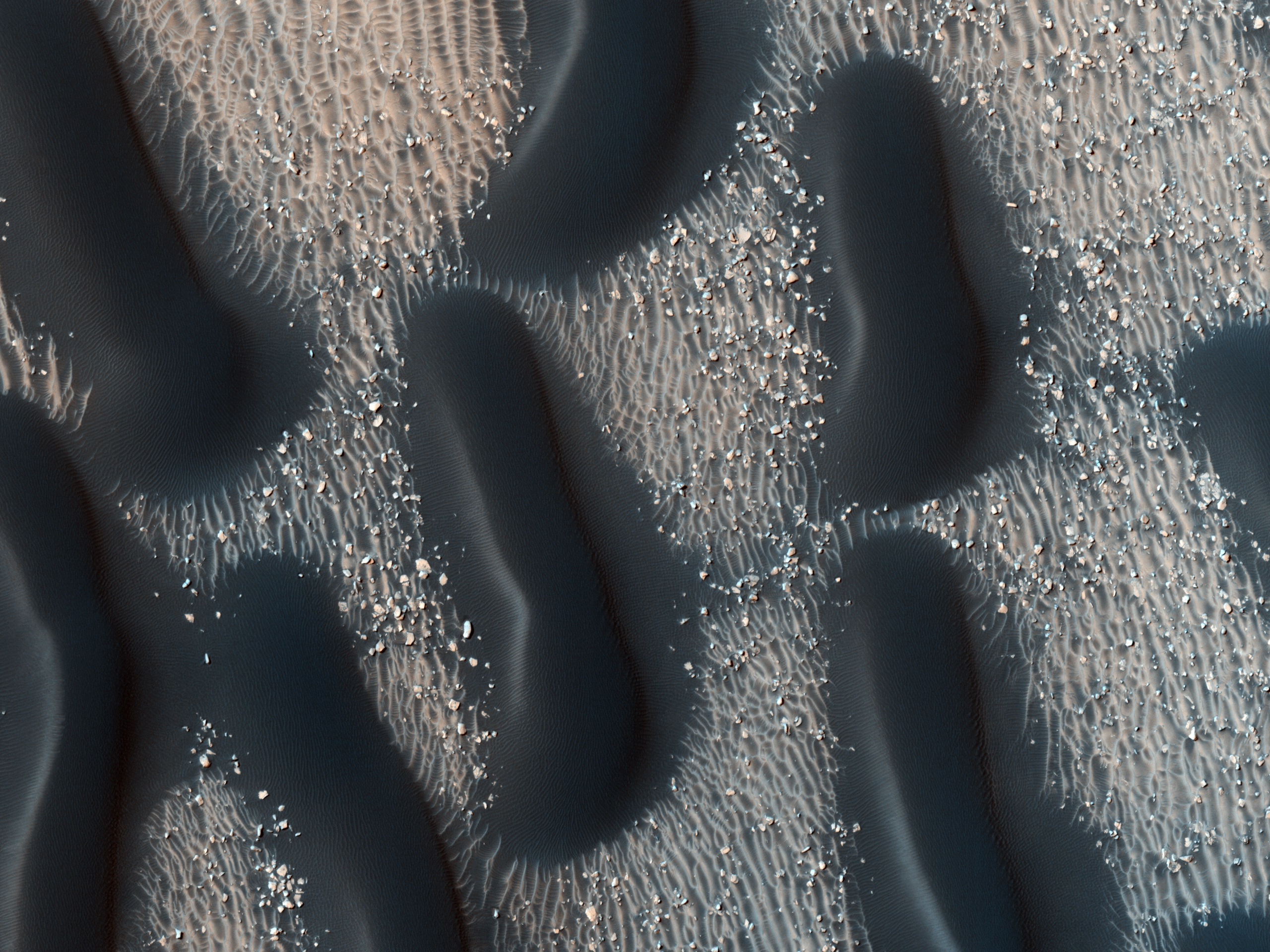
普罗克托坑底黑色沙丘的边缘。
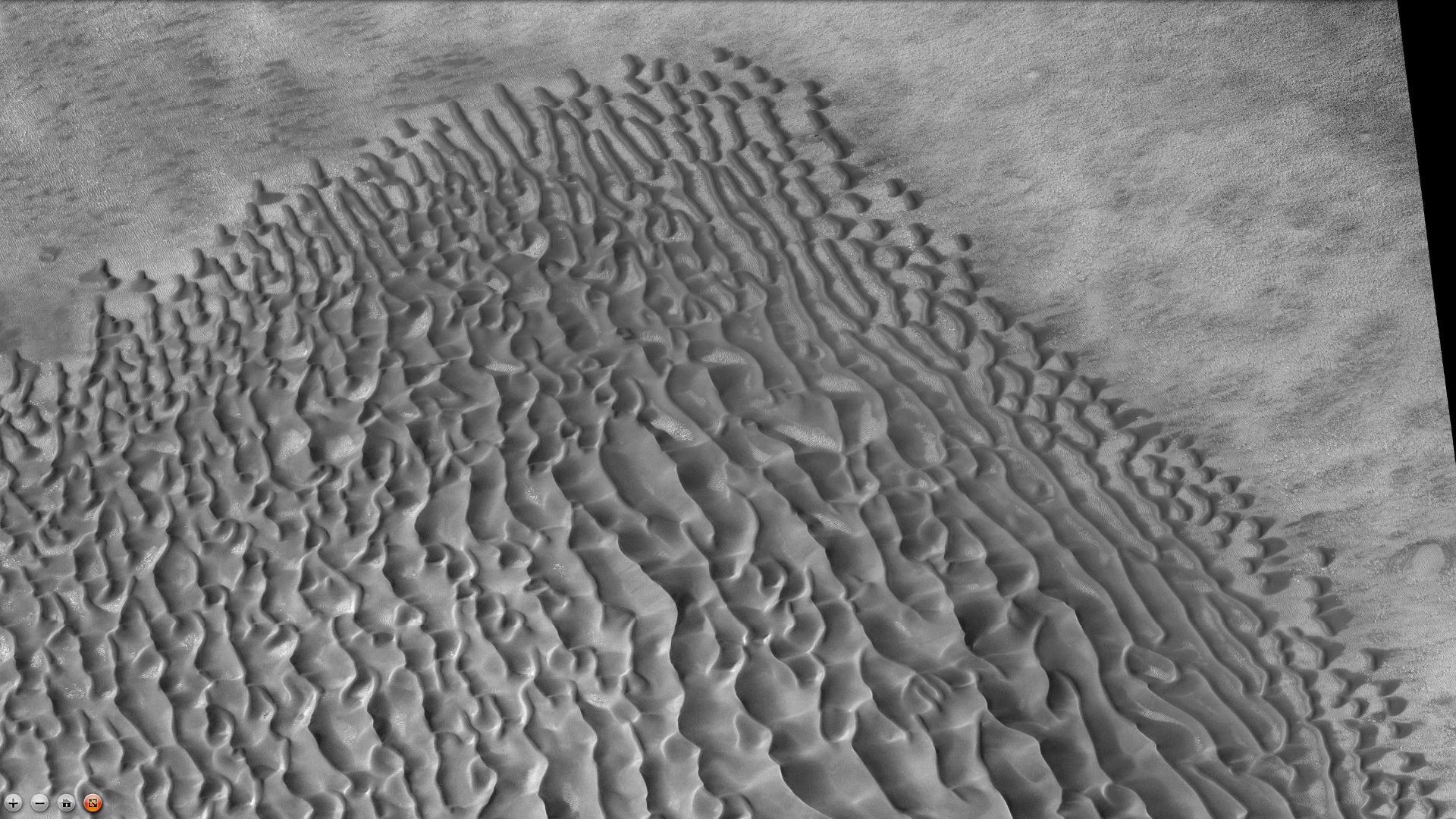
火星勘测轨道飞行器背景相机拍摄的普罗克特坑内沙丘场。
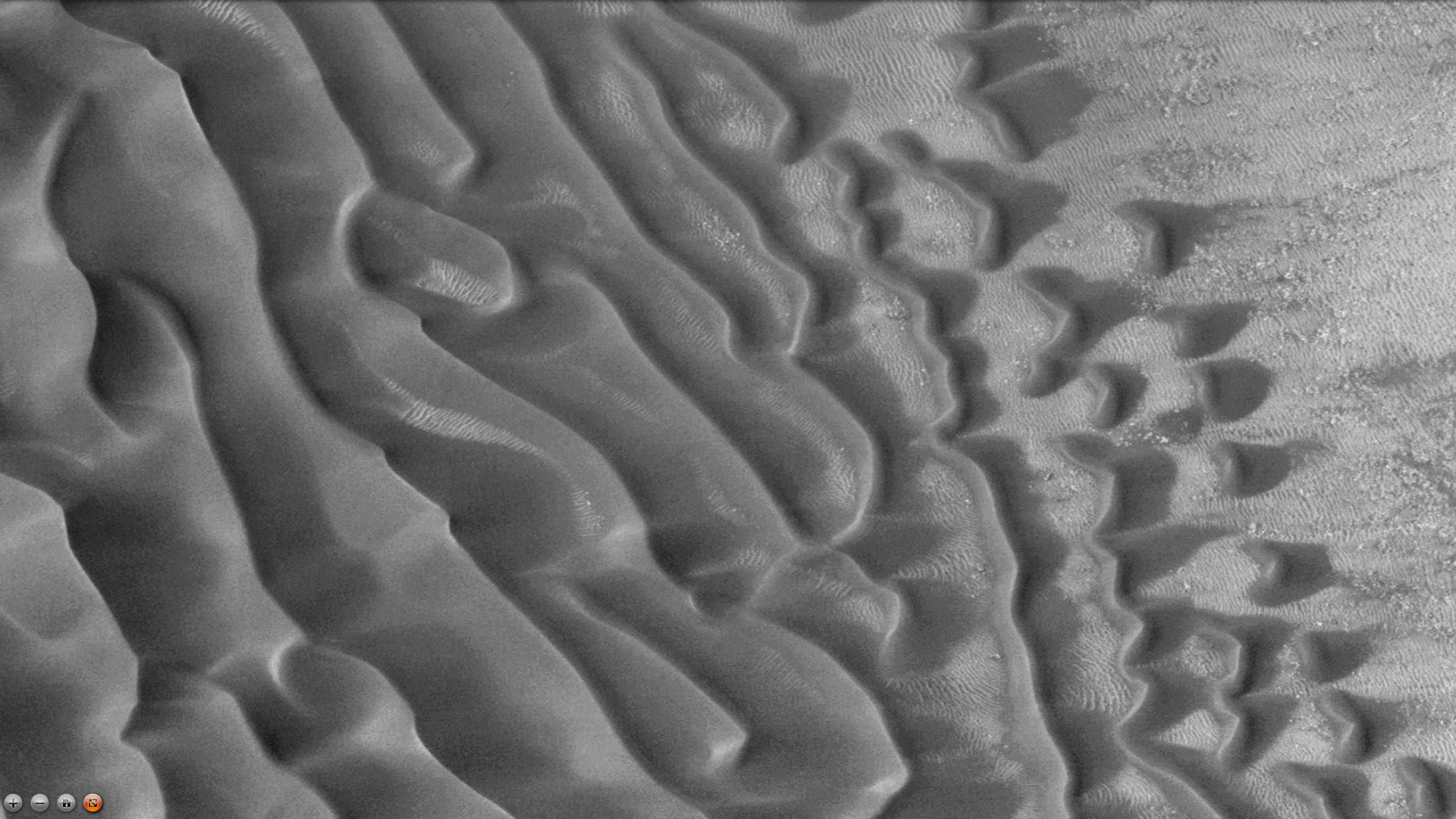
普罗克托坑底沙丘特写，这是放大的前一照片中的部分区域。

## 另请查看
- 火星撞击坑